# 藤原春蓮
藤原 春蓮（ふじわら の しゅんれん、生年不明 - 延暦8年7月7日（789年8月2日））は、奈良時代後期の女官。姓は朝臣。位階は正四位下。名は春連とも表記される。

## 生涯
その後宮での活躍は桓武朝のみであり、天応元年11月（781年）、無位から従五位下に叙爵。その後も順調に出世し、延暦8年（789年）正月の従四位下まで、同じ女官の藤原勤子と足並みをそろえるかのように昇叙している。しかし、その後、後宮を退き、同年7月、散事正四位下で、美作女王と同じ日に卒去。
生前、春蓮は山背国相楽郡に1町、久世郡に2町の位田を有していたと記されている。ここでは位階は従四位下となっており、これらの田地は延暦9年（790年）8月、大納言藤原小黒麻呂と左大臣の職田に改められている。

## 官歴
『続日本紀』による
- 天応元年（781年）11月20日、従五位下
- 延暦4年（785年）正月9日：正五位下
- 延暦5年（786年）正月19日：正五位上
- 延暦8年（789年）正月27日：従四位下。時期不詳：散事。7月7日：卒去